# Unajzaur
Unajzaur (Unaysaurus tolentinoi) – bazalny zauropodomorf będący przedstawicielem rodziny plateozaurów (Plateosauridae) lub bazalnym przedstawicielem siostrzanego do Plateosauridae kladu Massopoda.
Żył w okresie triasu (ok. 225-200 mln lat temu) na terenach Ameryki Południowej. Długość ciała ok. 2,5 m, wysokość ok. 70–80 cm, masa ok. 70 kg. Jego szczątki znaleziono w Brazylii (w stanie Parana).